# ESS 3000形電気機関車
ESS 3000形電気機関車（インドネシア語：Lokomotif listrik ESS 3000）は、かつてインドネシアのジャカルタとボゴール（ボゴール線）との間で使われていた電気機関車である。1924年から1927年にかけて、スイスのSLM社とブラウン・ボベリ社で製造された。

## 概要
1924年にESS 3001号機とESS 3002号機が一次車として製造され、1927年に二次車としてESS 3003号機とESS 3004号機が製造された。SLM社が設計したジャワ台車を初めて採用した世界初の電気機関車である。
電気鉄道（Elektrische Staatsspoorwegen、ESS）時代からインドネシア国鉄（PJKA）時代の1970年代まで活躍した。ESS 3000形の他に、3100形、3200形、3400形などの電気機関車も発注しており、タンジョンプリオク駅からミースターコルネリス駅（現在のジャティネガラ駅）の路線で使用され、1970年代半ばまでデポックやブイテンゾルグ（今のボゴール）でも運行された。ESS 3000形電気機関車は1両も保存されず現存しない。
機関車には4つの駆動車軸と両端に１つの前輪車軸があり、隣接する駆動車軸と組み合わせてジャワ台車を構成している。この台車設計は3000形で初めて採用されており、これが名前の由来となっている。  台車のピボットポイントは駆動車軸に非常に近いため、半径方向の調整が可能でありながら、ブフリ式駆動方式を採用することができた取り付けることができた。電動機は機関車の車体に設置されている。

## ギャラリー

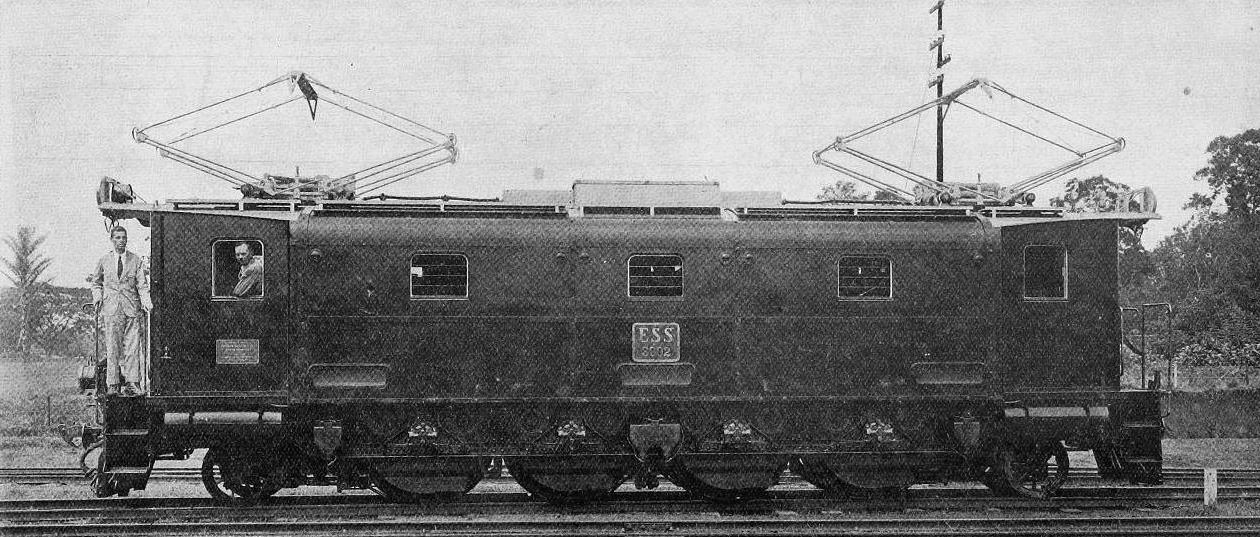
1940年に撮影されたESS 3002号機
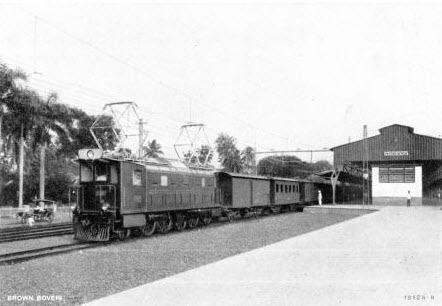
パサール・スネン駅を発着するESS 3000形
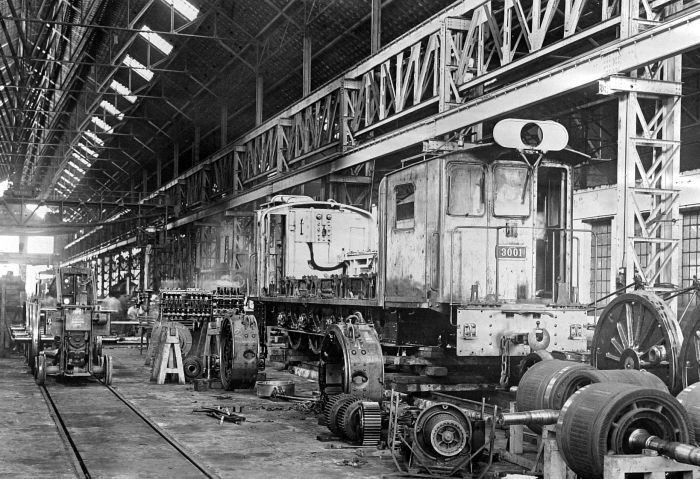
マンガライ工場で修理中のESS 3000形
ESS 3000形の台枠